# Фокин, Юрий Валерианович
Юрий Валерианович Фокин (23 октября 1924, Новгород-Северский, Черниговская область — 19 апреля 2009, Москва) — обозреватель ЦТ и ВР СССР (Центрального телевидения и Всесоюзного радио).

## Биография и карьера
Родился в городе Новгород-Северский Черниговской области. Участник Великой Отечественной войны, участвовал в обороне Москвы.
После окончания МГИМО по специальности «юрист-международник» в 1948 году, работал в редакции вещания на США, а с 1956 года на Всесоюзном радио. С 1960 года перешел работать на телевидение в должности заместителя главного редактора общественно-политических программ, руководителя редакции «Последних известий».
С 1967 года — доцент МГИМО, профессор (1979).
Известен как автор и ведущий (с 1961 года) первой информационно-аналитической программы «Эстафета новостей» — предшественницы программы «Время» (первый выпуск 3 декабря 1960), а также передач, посвященных космонавтике. Был избран действительным членом Академии космонавтики им. К. Э. Циолковского.
Провёл первый в СССР прямой телевизионный репортаж на промышленную тему — с крыши кондитерской фабрики «Красный Октябрь».
В 1979—1985 годах заведовал корпунктом Гостелерадио в Греции и на Кипре.
В 1999 году стал лауреатом премии ТЭФИ «За личный вклад в развитие отечественного телевидения».
Скончался на 85-м году жизни 19 апреля 2009 года. Похоронен в Москве на Введенском кладбище (10 уч.).